# Râul Carpenului
Râul Carpenului este un curs de apă, afluent al râului Răchita. 